# Movimento MeToo

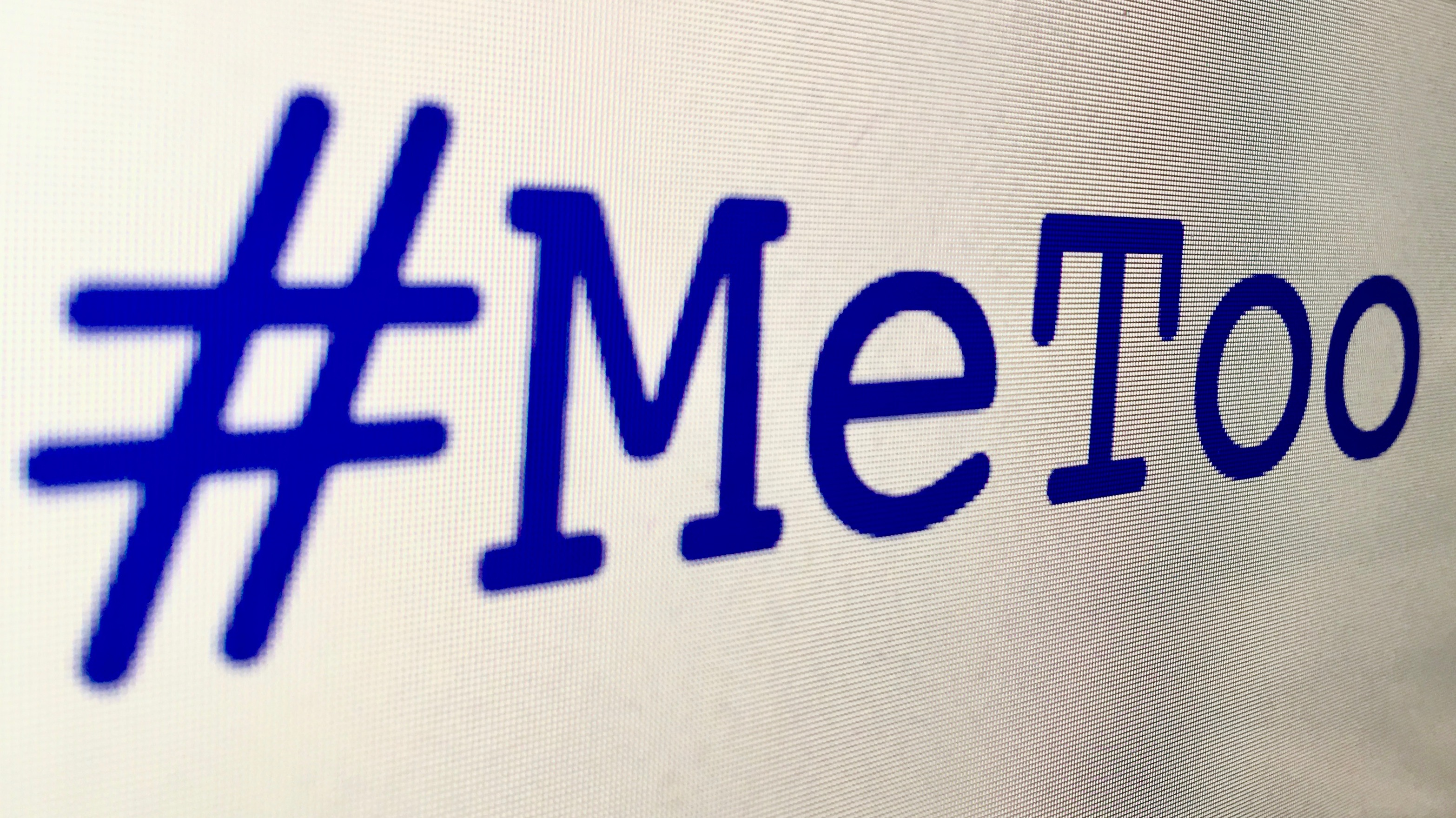
L'hashtag #MeToo

Il movimento #MeToo (noto anche semplicemente come #MeToo o Me Too, con varie versioni in diverse lingue) è un movimento femminista contro le molestie sessuali e la violenza sulle donne diffuso in modo virale a partire dall'ottobre 2017 come hashtag usato sui social media per dimostrare la diffusione di violenza sessuale e molestia soprattutto sul posto di lavoro subita dalle donne. Ebbe molta risonanza dopo le rivelazioni pubbliche di accuse di violenza sessuale contro il produttore cinematografico Harvey Weinstein.

## Storia

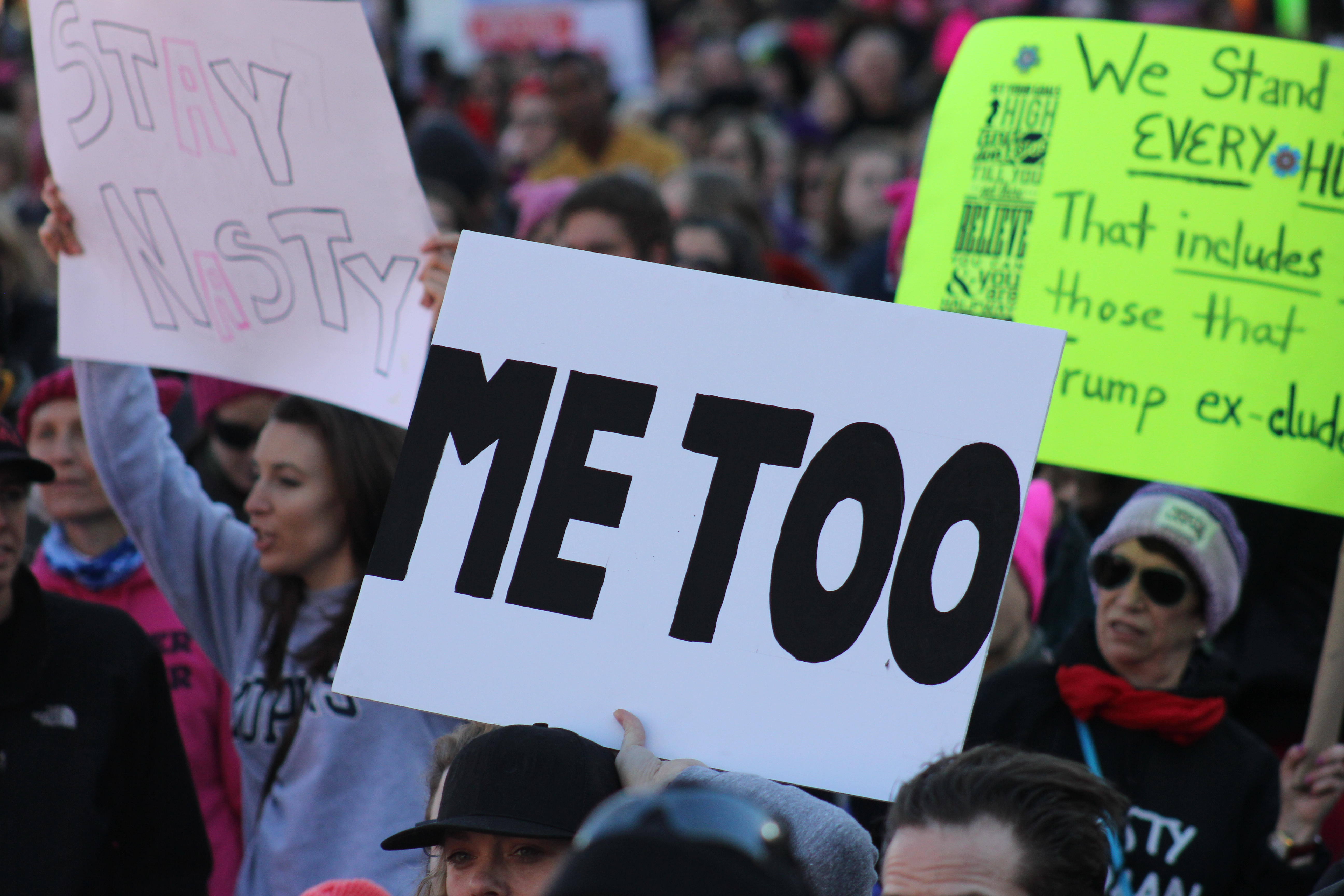
Manifesto di protesta durante una manifestazione a Baltimora (2018)

L'espressione Me Too, che in inglese significa "anche io", è stata usata per la prima volta in questo contesto da Tarana Burke nel 2006. La donna, che aveva subito violenze sia nell'infanzia che all'adolescenza, desiderava creare una catena di soliderietà attraverso la presa di parole delle vittime. Più persone denunciavano, più si sarebbe preso coscenza dell'ampiezza del  problema, da lì il titolo dell'Hashtag. È stata resa popolare dall'attrice Alyssa Milano, che ha incoraggiato le donne ad usarla su Twitter per "dare alle persone un'idea della grandezza del problema", in pratica invitando gli utenti dei social network a raccontare le proprie esperienze di molestia o violenza sessuale, accompagnando il racconto con l'hashtag #metoo.
Alyssa Milano twittò per la prima volta l'espressione il 15 ottobre 2017; e alla fine della giornata l'espressione era stata già usata 200.000 volte (500.000 dopo due giorni).
Su Facebook l'hashtag è stato usato in 12 milioni di post da 4,7 milioni di persone nelle prime 24 ore e Facebook riportò che solo negli Stati Uniti, il 45% degli utenti aveva almeno un contatto che avesse scritto un post contenente l'hashtag.
L'hashtag è stato tradotto in diverse lingue: per esempio in francese l'hashtag equivalente a #metoo fu #moiaussi.
Altre iniziative simili a #metoo erano avvenute già in passato precisamente nel 2016 in America latina e in Spagna, quando un collettivo femminista brasiliano "Think Olga" aveva invitato le donne a parlare sui social della loro esperienza di molestia sessuale, contrassegnandola con l'hashtag #PrimeiroAssédio ("primo assalto"): l'hashtag aveva raccolto circa 80 milioni di tweet.
Diverse celebrità hanno utilizzato l'onda del movimento per dichiarare molte storie di violenza sessuale, come Asia Argento, Gwyneth Paltrow, Ashley Judd, Jennifer Lawrence, Uma Thurman e Gina Lollobrigida. Negli Stati Uniti, il fenomeno si è esteso dallo spettacolo al mondo della ginnastica: Simone Biles e diverse altre atlete olimpiche hanno denunciato in massa il medico sportivo della nazionale Larry Nassar.
Nel 2017 il movimento è stato premiato dal settimanale americano Time come "persona dell'anno".
Sull'onda del movimento, in occasione della Giornata internazionale dei diritti delle donne dell'8 marzo 2018 è stata organizzata una giornata di sciopero e di manifestazioni che ha coinvolto più di 70 paesi nel mondo.

## Critiche
Il movimento ha ricevuto i giudizi negativi di alcuni personaggi dello spettacolo, come Terry Gilliam, che lo ha definito "un movimento sciocco e semplicistico", Liam Neeson, che ha invece parlato di "caccia alle streghe", Sean Penn, per il quale "lo spirito del movimento è rappresentato dalla volontà di dividere donne e uomini", e Marco Giallini, che ha aggiunto "abbiamo avvelenato i pozzi dei rapporti tra uomini e donne". Contro il movimento si sono schierate anche diverse donne, tra le quali Catherine Deneuve, Brigitte Bardot, Angela Lansbury, Whoopi Goldberg, Megan Fox, oltre che una femminista attiva come Margaret Atwood, secondo la quale non bisognerebbe considerare colpevoli a priori gli accusati di molestie.